# Perdigão Queiroga
José Manuel Nobre Perdigão Queiroga (Évora, 12 giugno 1916 – Azambuja, 8 maggio 1980) è stato un regista, produttore cinematografico e montatore portoghese.

## Biografia
José Manuel Nobre Perdigão Queiroga inizia a lavorare nel cinema nel 1936 come aiuto regista, dopo aver frequentato l'Instituto Industrial a Lisbona. Durante la seconda guerra mondiale si trasferì negli Stati Uniti dove acquisì esperienza quale operatore e montatore nel settore dei cinegiornali di attualità. Nel 1946, al ritorno in Portogallo, il regista si inserisce nel genere romantico-musicale,  il film Madragoa avrà come vedette la fadista Deolinda Rodrigues Veloso, allora molto popolare.

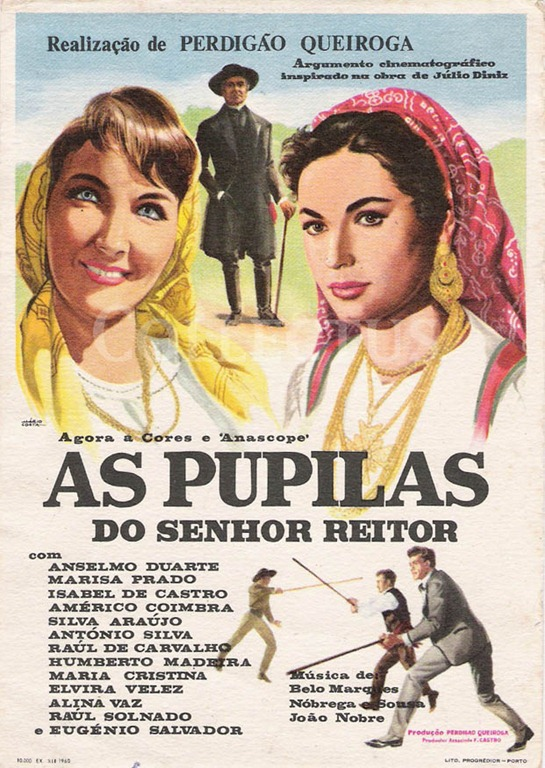
Manifesto del film di Perdigão Queiroga As Pupilas do Senhor Reitor del 1961

## Carriera
Nel pieno della realizzazione del «modello ideale del Nazionalismo Salazarista», iniziato con lo Stato Nuovo e che raggiunge nel 1940, «pochi mesi dopo la dichiarazione di neutralità nella 2ª Guerra Mondiale», il suo apice, Perdigão Queiroga torna dagli Stati Uniti e contribuisce alla diffusione del Fado coinvolgendo nel 1947 Amalia Rodrigues con Fado, História de uma Cantadeira e nel 1952 Deolinda Rodrigues Veloso. Nel 1962 realizza O milionário, avvalendosi per l'assistenza alla regia di João César Monteiro.
Il regista si adatta alla situazione politica del suo paese rinunciando a un certo punto a puntare sui lungometraggi, dedicandosi piuttosto ai corti o ai documentari. Nel 1955 su iniziativa «del Ministro della Presidenza, Marcelo Caetano, viene fondata la Radio Televisione Portoghese (RTP). La produzione nazionale raggiunge il livello zero: nessun film!».

## Filmografia

### Lungometraggi
- Fado, História de uma Cantadeira (1947)
- Sonhar è fácil (1951)
- Madragoa (1952)
- Os três da Vida Airada (1952)
- Planície Heróica (1953)
- As Pupilas do Senhor Reitor (1961)
- O milionário (1962)

### Cortometraggi
- Andar de Barrete (1956)

### Documentari
- Forja de Maravilhas (1951)
- Viagem presidencial Angola (1954)
- Ribatejo (1956)
- Arouca (1958)
- Beleza e Técnica (1961)
- A Pesca do Atum (1962)
- Crimes na Cozinha (1964)
- Póvoa de Varzim (1965)
- Igrejas e Mosteiros - Monumentos Restaurados (1967)
- Inverno em Portugal (1971)
- Póvoa de Varzim - Cidade Nova, Terra Milenária (1973)